# メソ化合物
メソ化合物（メソかごうぶつ）もしくは メソ体 とは立体化学の用語のひとつで、分子内にキラル中心を持つが、キラリティーを示さない（アキラルな）化合物のこと。キラリティーを示さないためには、対称面（鏡面）、回映軸、対称心（反転中心）のいずれかを有することが条件となる。メソ(mesos)はギリシャ語で真中を表す。

## 例

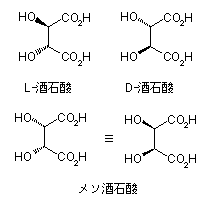
酒石酸の立体異性体。下のメソ酒石酸は回転すると重なる同じ化合物

メソ酒石酸の対称面の位置

酒石酸を例にとると、内側の2,3位の炭素はそのそれぞれが不斉炭素であり、S型とR型の異なる立体配置が存在する。そのため、(R,R)-体、(S,S)-体、(S,R)-体、(R,S)-体の4種類の構造が考えられる。そのうち前2者、(R,R)-体、(S,S)-体はそれぞれ L-酒石酸、D-酒石酸と呼ばれる1組のエナンチオマーである。一方、(S,R)-体、(R,S)-体は 2,3位の炭素間の結合に直交した対称面が存在するため、回転させると鏡像同士が重なる。すなわちそれらは分子全体としてアキラルであり、メソ酒石酸と呼ばれる。L-酒石酸とメソ酒石酸、D-酒石酸とメソ酒石酸との関係はそれぞれジアステレオマーにあたる。